# RH+, el vampiro de Sevilla
RH+, el vampiro de Sevilla és una pel·lícula espanyola d'animació amb barreja de comèdia, terror i fantasia, amb crítica social i estil original del 2007, dirigida per Antonio Zurera i produïda per Canal Sur Televisión i la productora M5 Audiovisual.

## Sinopsi
Don Manuel Malasangre i la seva família porten 500 anys treballant en un castell al servei dels comtes Von Salchichen de Francfurt, i es van convertir en vampirs encara no saben com. Un dia decideixen tornar a la seva terra i per això hi compren un castell per internet. Durant el viatge de retorn coneixen altres criatures força divertides i finalment acaben a Nova York, on es veuen arrossegats a una aventura on també hi són implicats extraterrestres, especuladors immobiliaris i el Sindicat Americà de Vampirs. Els protagonistes finalment eviten la destrucció l'Estàtua de la Llibertat i es converteixen en herois.

## Nominacions
Fou nominada al Goya a la millor pel·lícula d'animació (2009). També ha rebut el 'Special Recognition for a Superb Production and Feature Animation Award del Fantasy Worlwide Film Festival 2007' de Toronto.